# Sindżil
Sindżil (arab. ‏سنجل‎, Sinǧil) – miasto w Palestynie, w muhafazie Ramallah i Al-Bira. Według danych szacunkowych Palestyńskiego Centralnego Biura Statystycznego w 2016 roku miejscowość liczyła 6700 mieszkańców.